# Ocotea leptophylla
Ocotea leptophylla är en lagerväxtart som beskrevs av Van der Werff. Ocotea leptophylla ingår i släktet Ocotea och familjen lagerväxter. Inga underarter finns listade i Catalogue of Life.